# Nagylóc
Nagylóc es un pueblo ubicado en el condado de Nógrád, Hungría.

## Superficie
Posee una superficie de 39,12 kilómetros cuadrados.

## Demografía
Hasta 2021 la población era de 1487 habitantes, con una densidad de población de 38,01 habitantes por kilómetro cuadrado.